# Schleinzbach
Der Schleinzbach ist ein Gewässer in Niederösterreich und einer der rechten Zuflüsse der Schmida bildet.

## Verlauf
Das Quellgebiet des Schleinzbaches liegt am westlichen Ortsrand von Gumping, einer im östlichen Waldviertel gelegenen Ortschaft im Gemeindegebiet von Maissau. Die Quelle entwässert heute in einen Brunnen, welcher der Trinkwasserversorgung dient, sodass das Bachbett in den ersten wenigen hundert Metern trockengelegt ist und nur nach Niederschlägen Wasser führt.
Der Bach, der zunächst die Bezeichnung „Schleinitz“ trägt, passiert schon bald nach der Quelle nordwestlich von Gumping eine aus feuchten Wiesen bestehende Niederung, die den Flurnamen See trägt. Der hier quellende Seebach ist ein linker Zubringer zur Schleinitz, die ebenso das hier liegende „Naturschutzgebiet Schleinitzbachniederungen“ durchfließt.
Er ändert von da ab seinen Verlauf nach Nordosten und bildet, nachdem er die L1235 unterquert hat, die südliche Begrenzung des Naturdenkmals „Wiesenparzelle“. Er nimmt hier den von rechts zufließenden Ladentränkgraben auf und später den aus Matzelsdorf kommenden Matzelsdorfer Bach.
Der Schleinitzbach erreicht nun das Ortsgebiet von Burgschleinitz, wo er sich mit dem Brunnwiesenbach vereinigt.
Nun ändert sich der Lauf nach Südost, und nach weiteren Zuläufen durchfließt er den Gänsgraben und verlässt damit das Waldviertel: auf einer Strecke von rund 4 Kilometer überwindet er etwa 100 Höhenmeter und wird etwa auf halbem Weg zwischen Burgschleinitz und Limberg zum „Schleinzbach“. Dieser durchfließt das bebaute Ortsgebiet von Limberg, wo er ins westliche Weinviertel eintritt und in Richtung Osten nach Niederschleinz weiterfließt. Auch hier durchfließt er das bebaute Ortsgebiet, ändert die Richtung nach Südost und nach Aufnahme eines weiteren Zuflusses mündet der Schleinzbach nördlich von Frauendorf in die Schmida.